# 科欽王國
科钦王国是12世纪初至1949年期間位于現今印度喀拉拉邦中部的一个印度教王国，名稱來自於該國的首都科契。起初該國的首都位於格朗格努尔，1341年該國為躲避洪水而遷都科契。15世紀末，該國遭到科澤科德扎莫林入侵，大量領土喪失。
印度獨立後，科欽王國被廢除，而且與特拉凡哥尔合并 。